# Großsteingrab Neu Farpen
Das Großsteingrab Neu Farpen ist eine megalithische Grabanlage der jungsteinzeitlichen Trichterbecherkultur bei Neu Farpen, einem Ortsteil von Neuburg im Landkreis Nordwestmecklenburg (Mecklenburg-Vorpommern). Es wurde 1941 durch O. Kröpelin archäologisch untersucht. Die dabei gemachten Funde befinden sich heute in der Sammlung des Stadtgeschichtlichen Museums in Wismar.

## Lage
Das Grab befindet sich etwa auf halbem Weg zwischen Neuburg und Neu Farpen kurz hinter der Gabelung eines Feldwegs am Rand eines Waldstücks.

## Beschreibung
Die Anlage ist fast völlig zerstört. Hans-Jürgen Beier führt sie irrtümlich als ausgegangen. Es sind noch Reste einer ovalen Hügelschüttung zu erkennen. Darin befand sich die ost-westlich orientierte Grabkammer, bei der es sich vielleicht um einen Dolmen gehandelt hat; Ewald Schuldt führt die Anlage allerdings als Großsteingrab unbestimmbaren Typs. Es sind noch zwei Steine vorhanden, von denen unklar ist, ob sie ursprünglich zur Kammer oder zur Umfassung gehört haben. Die Kammer hatte eine Länge von etwa 10 m und eine Breite von etwa 2 m. Bei der Ausgrabung wurde ein Lehmpflaster festgestellt. Darauf war eine 0,5 m dicke Sandschicht und darüber eine Schicht aus Rollsteinen und Steinplatten aufgebracht. Auf dieser obersten Schicht lagen zahlreiche Grabbeigaben.
Erhalten sind noch zwei Zylinderhalsschalen, ein Feuerstein-Beil vom Typ Store Valby, ein Flachbeil, vier dünnblattige Beile, ein Schmalmeißel, zwei Feuerschläger, fünf querschneidige Pfeilspitzen, zahlreiche Klingen, Abschläge und Bruchstücke von drei doppelaxtförmigen Bernstein-Perlen. Nicht erhalten sind eine kumpfartige Schale, drei doppelkonische Hängegefäße sowie ein vollständiges Tonnengefäß und die Bruchstücke zweier weiterer Tonnengefäße.